# 桑德拉斯
桑德拉斯（法語：Cendras，法語發音：[sɑ̃dʁas]）是法国加尔省的一个市镇，位于该省北部，属于阿莱斯区。

## 地理
桑德拉斯（44°9'19"N, 4°3'13"E）面积12.86 平方千米，位于法国奧克西塔尼大區加尔省，该省份为法国南部沿海省份，南端濒地中海，北起顺时针与阿尔代什省、沃克吕兹省、罗讷河口省、埃罗省、阿韦龙省和洛泽尔省接壤。
与桑德拉斯接壤的市镇（或旧市镇、城区）包括：阿莱斯、圣让迪潘、圣马丹-德瓦尔加尔格、圣保罗拉科斯特、莱萨勒迪加尔东、苏斯泰勒。
桑德拉斯的时区为UTC+01:00、UTC+02:00（夏令时）。

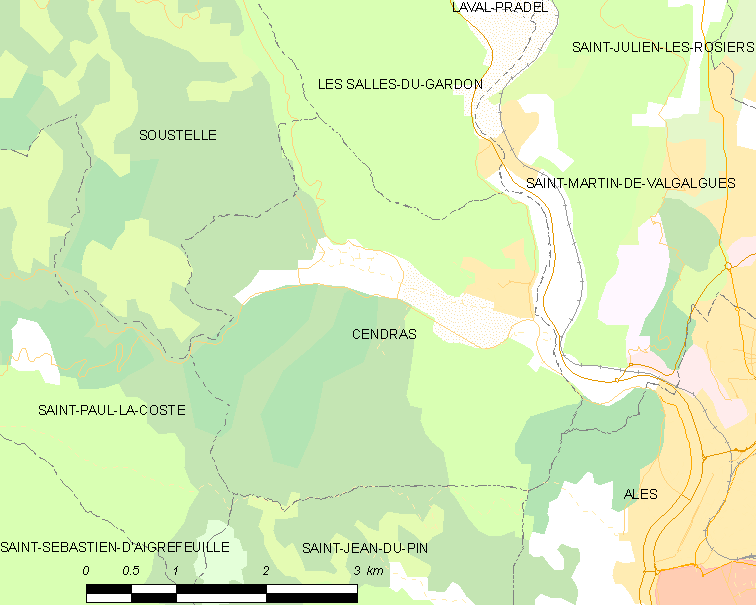
桑德拉斯的OSM定位图

## 行政
桑德拉斯的邮政编码为30480，INSEE市镇编码为30077。

## 政治
桑德拉斯所属的省级选区为拉格朗孔布县。

## 人口

1962-2008年间桑德拉斯人口变化图示

桑德拉斯于2022年1月1日时的人口数量为1612人。